# Urs Graf (Filmemacher)
Urs Graf (* 1940 in Olten) ist ein Schweizer Filmemacher.

## Leben
Nach einer Ausbildung als Grafiker-Lithograf war Graf ab 1961 zunächst im Bereich Grafik und Industrial-Design tätig. Von 1967 bis 1971 arbeitete er bei der Turnus-Film AG (Drehbuch, Regie, Animation, Schnitt) und realisierte erste eigene Filme.
Ab 1975 war Graf Mitglied des von ihm mitgegründeten Filmkollektiv Zürich und gehörte ihm bis zu seiner Auflösung 2018 an. Von 1983 bis 2005 war er an der ETH Zürich als Dozent für Theorie und Praxis des Films tätig.
Daneben engagierte sich Graf in verschiedenen Organisationen und Institutionen der Filmbranche, beispielsweise als Stiftungsrat des Schweizerischen Filmzentrums (1984–94), als Initiant und Organisator der «Arbeitsgemeinschaft Dokumentarfilm» des Verbandes Schweizerischer Filmgestalter VSFG (1990–98) oder als Stiftungsrat von Focal (Stiftung für Weiterbildung Film und Audiovision, ab 1996).

## Filmografie
- 2017: Gute Tage
- 2010: Annette Schmucki: Hagel und Haut
- 2007: Jürg Frey: Unhörbare Zeit
- 2006: Urs Peter Schneider: 36 Existenzen
- 2002: Expoagricole (mit Hans Stürm)
- 2001: Islamischer Alltag in Zürich (mit Marlies Graf Dätwyler)
- 1999: Die Zeit mit Kathrin
- 1993: Die Farbe des Klangs des Bildes der Stadt (mit Elisabeth Wandeler-Deck und Alfred Zimmerlin)
- 1991: Seriat (mit Marlies Graf Dätwyler)
- 1987: Etwas anderes
- 1982: Wege und Mauern
- 1979: Kollegen
- 1978: Cinéma mort ou vif? (mit Hans Stürm und Mathias Knauer)
- 1973: Berufe beim Zoll (mit Marlies Graf Dätwyler)
- 1971: Eine Linie ist eine Linie ist eine Linie
- 1971: Isidor Huber und die Folgen (mit Marlies Graf Dätwyler)
- 1970: z. B. Uniformen (mit Marlies Graf Dätwyler)

## Auszeichnungen
- 1990: Kunstpreis des Kantons Solothurn